# 女士肖像 (來自達爾馬提亞的女士)
《女士肖像 (來自達爾馬提亞的女士)》（La Schiavona）是義大利文藝復興時期畫家提香於1510-1512年為一位不知名的女性所畫製肖像畫，目前收藏於英國國家美術館。

## 內容
在十七世紀初，這幅畫被稱為「女士肖像」（La Schiavona） 。然而，這個名字是傳統上人們為了認可她的衣著風格和外觀而給這幅畫起的。事實上，所描繪的女士應該是當時的貴族，其服裝與威尼斯共和國控制地區的富有婦女的服裝相匹配。有些人試圖將這名女子確認為卡特琳娜·科納羅（Catherine Cornaro） ，但這一假設未經任何證實。
這幅畫以前被認為是喬爾喬內的作品，現在被普遍認為是提香年輕時的傑作。進一步的證據是，畫中缺乏威尼托自由堡（喬爾喬內的故鄉）畫家的柔和甜美，取而代之的是活潑的活力。這個作品與提香1511年創作的帕多瓦壁畫《新生兒奇蹟》中的女主角也有密切的相似之處。